# Portugiesische Badmintonmeisterschaft 1967
Die Portugiesische Badmintonmeisterschaft 1967 fand Mitte April 1967 in Lissabon statt. Es war die 10. Austragung der nationalen Titelkämpfe in Portugal.

## Austragungsort
- Liceu Pedro Nunes

## Finalergebnisse
| Disziplin    | Sieger                           | Finalist                   | Ergebnis |
| ------------ | -------------------------------- | -------------------------- | -------- |
| Herreneinzel | José Bento                       | Alegre dos Santos          | 2-1      |
| Dameneinzel  | Peggy Cohen                      | Isabel Rocha               | 2-0      |
| Herrendoppel | José Bento Marques da Costa      | Fernando Pinto Pinto Alves | 2-0      |
| Damendoppel  | Conceição Felizardo Isabel Rocha | Peggy Cohen Isabel Salema  | 2-1      |
| Mixed        | José Azevedo Isabel Rocha        | Fernando Pinto Peggy Cohen | 2-1      |